# 陈永顺
陈永顺（1956年—），山东高密人，教授，主要从事海洋地球物理学、地震层析成像、地震大地构造学等方面的研究。中国综合大洋钻探计划专家委员会成员、曾任国际大洋中脊协会主席、曾担任《Marine Geophysical Researches》主编。中国教育部第四批“长江学者”特聘教授。